# Законы деления
Законы деления (дихотомии) логики созданы для классификации и систематизации разных понятий.
Основные принципы деления:
- деление должно быть соразмерным;
- деление на каждом его этапе должно производиться по одному основанию;
- члены деления должны исключать друг друга, то есть не должны пересекаться;
- деление не должно быть скачкообразным.

Наиболее типичными ошибками при делении объёма понятия являются
следующие:
- неполное деление понятия;
- слишком обширное деление;
- скачок в делении — логическая ошибка, вызванная нарушением правила «деление должно быть непрерывным».